# Chaetodon auriga
Chaetodon auriga, conosciuto con il nome di pesce farfalla filamentoso o pesce farfalla bianco e giallo è un pesce d'acqua salata appartenente alla famiglia Chaetodontidae.

## Distribuzione e habitat
È una specie molto diffusa nella regione Indopacifica dal Mar Rosso alla costa occidentale americana, alle Isole Hawaii, Marchesi e Ducie. Vive in prossimità delle formazioni madreporiche, in acque con temperatura tra i 24 e i 28 °C, prediligendo fondali sabbiosi o detritici poco profondi e il versante esterno della barriera corallina. Si incontra fino a 35 m di profondità.

Nel 2015, un esemplare, probabilmente rilasciato da un acquario domestico, è stato catturato nel Mediterraneo centrale.

## Descrizione
Presenta corpo ovaloide, fortemente compresso ai fianchi. Il muso è allungato. La pinna dorsale copre tutto il dorso e si estende con un filamento che contraddistingue la specie. Nella parte molle terminale è presente una macchia nera di forma ovaloide. La pinna dorsale è composta da 12-13 spine.

La livrea è bianca nella zona frontale e giallo vivo nella zona caudale, percorsa da strisce nere diagonali. Gli occhi sono coperti da una macchia di colore nero.

Può raggiungere i 23 cm di lunghezza.

## Comportamento
Vive da solo o in coppia; può percorrere notevoli distanze in gruppo in cerca di cibo.

## Alimentazione
Si nutre essenzialmente di microfauna recifale, come policheti, anemoni di mare, coralli e alghe filamentose.